# Principat de Piombino
El Principat de Piombino, en italià:Principato di Piombino, en francès: Principauté de Piombino. És un antic estat d'Itàlia constituït el 1399, que es va integrar en el Gran ducat de Toscana a principi del segle xviii.
Es trobava en les actuals províncies italianes de Livorno (part meridional) i Grosseto (extrem nord-occidental), també les illes de l'arxipèlag toscà.
Està situat al centre de la Toscana, el principat de Piombino comprenia també l'illa d'Elba i moltes altres illes.
Pel Tractat de Florència de 28 de març de 1801, que va posar fi a les hostilitats amb el Regne de Nàpols, França recuperà el principat de Piombino que Napoleó I confià a la seva germana Élisa Bonaparte el 1804.

## Llista de governants

### Senyors de Piombino (dinastia Appiani)
- Iacopo I
- Gherardo 1399–1404
- Iacopo II 1404–41
- Paola 1441–45
- Rinaldo 1445–50
- Caterina 1445–51
- Emanuele 1451–57
- Iacopo III 1457–74
- Iacopo IV 1474–1511
- Iacopo V 1511–45
- Iacopo VI 1545–85
- Alessandro 1585–89

### Prínceps i princeses de Piombino
- Iacopo VII 1589–1603
- Rudolf 1603–11
- Isabella 1611–28
- Philip 1628–34
- Niccolò I 1634–64
- Giovan Battista 1664–99
- Niccolò II 1699–1700, sota la regència de la seva mare Anna Maria Arduino
- Olimpia 1700
- Ippolita 1701–33, amb Gregorio com co-regent (1701–7)
- Eleonora 1734–45
- Gaetano 1745–77
- Antonio 1778–1805, deposat per les tropes franceses el 1799 i 1801